# Genrōin

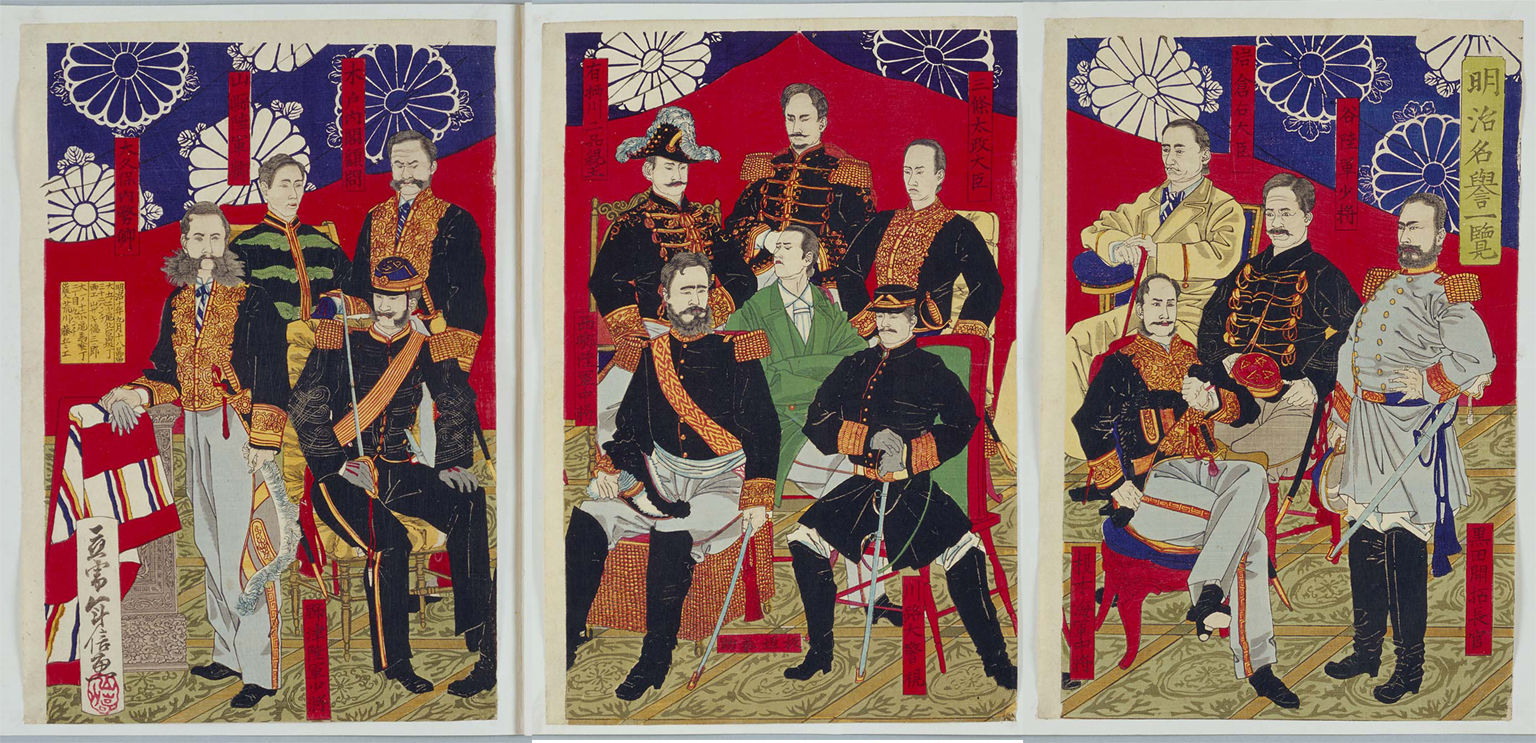
Le Genrōin.

La Chambre des anciens (元老院, Genrōin) est une assemblée nationale japonaise du début de l'ère Meiji, fondée après la conférence d'Osaka de 1875. Elle est également désignée comme le « sénat » du Japon.
Les principaux dirigeants du mouvement pour la liberté et les droits du peuple, alors naissant, s'étaient retirés du gouvernement de Meiji après leurs efforts infructueux d'établir une assemblée nationale pour une démocratie représentative. La conférence d'Osaka de 1875 a essayé d'aborder cette issue par l'établissement du Genrōin, une assemblée nationale dont les membres (théoriquement désignés directement par l'empereur) venaient de la noblesse japonaise, des rangs supérieurs de la bureaucratie et divers érudits. Le Genrōin n'était que quasi-législatif, en ce qu'il avait le pouvoir de passer en revue les propositions de loi et d'émettre des recommandations, mais n'avait pas le pouvoir de proposer une loi. En tant qu'assemblée, il remplaçait la chambre de la Gauche (左院, Sain).
En 1876, le Genrōin a reçu la tâche de rédiger une constitution pour le Japon, tâche qu'il a achevée en 1880, et seuls Hirobumi Itō et Tomomi Iwakura l'ont rejetée car trop libérale selon eux.
Le Genrōin a été remplacé par la Diète impériale en 1890.
Le Genrōin ne doit pas être confondu avec les genrō, ou anciens de la politique. La majeure partie des genrō étaient des membres du Genrōin, mais tous les membres du Genrōin n'étaient pas des genrō.